# Pidivajzlice
Pidivajzlice jsou smyšlenou československou obcí, kde se odehrávají politické, ekonomické a společenské disputace přihlouplých, přitom však obvykle notně opilých funkcionářů Národní fronty (MNV, požárníci, zahrádkáři apod.), pod krycím názvem Plesový výbor obce Pidivajzlice.

## Popis
Ostře satirické Pidivajzlice vymyslel český humorista, spisovatel a scenárista Jiří Melíšek a scénky s těmito diskusemi vysílal Československý rozhlas v 60. letech 20. století pod společným názvem U nás v Pidivajzlicích, zpravidla v rámci silvestrovských střihových estrád. Původním názvem obce byly Malérovice, kde se však skeč odehrával přímo na schůzi MNV. Tady si autor ověřil formát scénky, nicméně pro Pidivajzlice pak zvolil politicky méně citlivou formu plesového výboru, až později se opět vrátil k jednání MNV. Funkcionáře představovali herci divadla Rokoko – obvykle to byli Vlastimil Bedrna (zástupce zdravotního střediska), Jiří Lír (zástupce obětavých pidivajzlických požárníků), Zdeněk Najman (učitel ZŠ) a Antonín Šůra (zootechnik JZD), v menších počtech skečů se objevili také Josef Beyvl, Jiří Bruder, Josef Hlinomaz, Vladimír Hrubý, Lubomír Kostelka, Milan Neděla nebo Pavel Rubeš.
V době normalizace byly tyto skeče uloženy v rozhlasovém archivu bez možnosti odvysílání, až po Sametové revoluci je při různých příležitostech začal rozhlas opět vysílat ze záznamu, například v rámci cyklů Úsměvy z archivu (od roku 2017), Padesátník (2005–2009) nebo Klub komiků a klaunů (2005–2008). Další nové skeče již patrně nevznikly. Některé zdroje uvádějí existenci knihy Vítejte v Pidivajzlicích kam mohly být skeče přepsány do písemné podoby – o této knize však neexistují bližší hodnověrné informace.

## Dochované díly
1. Blahobyt v Malérovicích (1964): Na společnou schůzi MNV a JZD se vetře soudružka Tuzexlová z Čedoku a předestírá přítomným zářnou budoucnost turismu a tržeb z cestovního ruchu. Obec by nabídku ráda přijala, ale má strach z toho, že jim kdosi z Prahy opět slibuje blahobyt. Účinkují Josef Beyvl, Luba Skořepová, Jaroslav Mareš a Antonín Šůra.[1][2][pozn. 2]
2. Volba královny plesu v Pidivajzlicích (1964): Jako zlatý hřebík kulturní zábavy je vybírána soudružka královna plesu, finalistkami jsou manželky předsedy MNV nebo tajemníka MNV, nakonec je však královnou plesu zvolen předseda místních požárníků Kozubek. Účinkují Vladimír Hrubý, Jiří Lír, Zdeněk Najman a Antonín Šůra.[3]
3. Pidivajzlice vítají Shakespeara (1964): Na základě telefonátu z ONV má i obec Pidivajzlice přivítat jakéhosi pana Šejkspíra, o kterém nevědí vůbec nic, ale musejí dát najevo svou radost.  Účinkují Jiří Bruder, Jiří Lír, Zdeněk Najman a Antonín Šůra.[4][5]
4. Pidivajzlice hodnotí (1964): MNV se rozhodne zkontrolovat dění v obci za uplynulý rok a zkoumá, zda ten který jev je záporem nebo kladem. Nakonec jsou za pozitivní jev označeny i takové věci, jako zapomenuté brambory na poli nebo šetření vodou při požárech. Účinkují Vlastimil Bedrna, Jiří Lír a Zdeněk Najman.[6][7]
5. Pidivajzlice budují letiště neboli Kdo šetří, má za tři (1965): V Pidivajzlicích se rozhodnou šetřit prostřednictvím všeobecné modernizace a rozhodnou se tedy využít neobhospodařovaná pole okolo obce pro zřízení mezinárodního letiště, kde by bylo mohli nalézt zaměstnání všichni obyvatelé obce. Ušetřené peníze pak hodlají vložit do švýcarské banky na heslo „Prachy v luftu”. Účinkují Vlastimil Bedrna, Jiří Lír, Zdeněk Najman a Pavel Rubeš.[8]
6. Akce Hroch v Pidivajzlicích (1965): MNV dostane výměr okresní komise, že vesnice Pidivajzlice byla povýšena na městys a při té příležitosti má tu čest vyhlásit akci Hroch, o které však funkcionáři vědí pouze to, že akce má být vyhlášena pro celý okres a poté splněna na 99,4 %. Kdo se dobrovolné akce nezúčastní, toho děti nebudou přihlášeny do školy. Účinkují Vladimír Hrubý, Lubomír Kostelka, Jiří Lír, Milan Neděla a Antonín Šůra.[9]
7. Tribuna otázek a odpovědí v Pidivajzlicích (1965): Rada MNV hledá odpovědi na kulturní, zemědělské a jiné otázky z ankety mezi občany. Účinkují Vlastimil Bedrna, Josef Hlinomaz, Jiří Lír a Zdeněk Najman.[10]
8. Pidivajzlice mají hospodu (???): MNV dostalo výtku z okresu, že se v obci málo kulturně žije. Tak si v obci otevřeli novou hospodu pod názvem „Naše kultura“, i s kulturním jídelním lístkem, a kultura tak byla zabudována... až přímo zazděna. Účinkují Zdeněk Najman a Jiří Lír.[11]
9. Abdikace v Pidivajzlicích (1968): MNV byl vyzván soudruhy z KNV, aby jeho členové abdikovali, neboť zaostávají za procentem abdikací ve společnosti. Členové výboru tedy složí své funkce do klobouku a demokraticky si vylosují nové, načež mohou sestavit dopis pro kraj o tom, že abdikace proběhly úspěšně a noví funkcionáři mají plnou důvěru. Účinkují Vladimír Hrubý, Jiří Lír a Milan Neděla.[12]
10. Normalizace v Pidivajzlicích (1968): MNV se rozhodne vyhlášenou politickou normalizaci uvést do života formou znormalizování všech svých členů. A k tomu jim pomůže zejména demižon vína. Účinkují Vlastimil Bedrna, Josef Beyvl, Zdeněk Najman a Milan Neděla. Tato scénka byla natočena pro silvestrovský večer 1968, ale nakonec byla vystřižena a skutečné premiéry se dočkala až 31. 12. 1989.[13]

## Jiné známé fiktivní obce
- Kotěhůlky
- Kocourkov